# 郝子聲
郝子聲（Adrian Richard Harkness，2001年5月2日—），出生在中華民國的台北，是台裔美籍的足球運動員，
目前效力美國NCAA體系凱斯西儲大學，司職中場。

## 球員生涯
郝子聲的父親是美國人，母親為台灣人，出生於台北，兩歲時搬至美國居住成長，在他四年級時，放學後開始和同學一起踢足球。
好友邀請他加入俱樂部隊，在他於紐約就讀埃莉諾羅斯福高中時，加入了曼哈頓足球俱樂部，後取得了美國NCAA體系的凱斯西儲大學獎學金並就讀。

## 國際賽事
郝子聲於2017年夏季時，回到台灣參與了U-19中華隊的選訓並通過測試，與球隊參加2017年U-19錦標賽的第一輪賽事。